# Menderes-Massiv
Das Menderes-Massiv mit einer Gebirgsfläche von ca. 150 × 100 km² im mittleren und südlichen Teil der türkischen Ägäisregion ist eines der ältesten Gebirgsmassive Anatoliens. Die Grenzen des etwa Nordost-Südwest (ca. 280 km) verlaufenden bis zu ca. 160 km breiten, mehrfach gegliederten Massivs liegen im Norden bei Emet (Kütahya), im Süden nördlich der Gökova-Bucht bei Yerkesik (Muğla) sowie im Osten und Westen bei jeweils einer Linie Gediz-Uşak-Denizli bzw. Gördes-Gölmarmara-Turgutlu-Torbalı-Söke-Bafa Gölü. Das Menderes-Massiv entstand durch Druckverformung und liegt in einer der seismisch aktivsten und sich am schnellsten deformierenden Regionen der Erde. Das Menderes-Massiv wird begrenzt, zugleich aber auch tektonisch überlagert und durchdrungen, von Erweiterungen der Izmir-Ankara-Suturzone einschließlich der Sakarya-Zone sowie von Partien der anatolisch-taurischen Plattform (tektonisch stabiler Bereich von Kontinentalplatten):
- im Westen und Nordwesten von der Bornova-Flysch-Zone. Sie besteht aus großen mesozoischen Kalksteinblöcken innerhalb einer Matrix aus Maastricht-Paläozän-Grauwackenschiefer,
- im Nordosten von der Sakarya-Zone mit klastischen und vulkanischen Gesteinen des Spätpaläozoikums und der jüngsten Trias,
- im Norden vom Blauschiefergürtel der Tavşanlı-Zone und von der Afyon-Zone, einer paläozoisch-mesozoische Sedimentfolge, die sich in eine Grünschieferfazies verwandelt hat, und
- im Süden und Osten von Hochdruck-Metasedimenten (metamorphisiertes Sediment) und lykischen Decken aus mesozoischen Sedimentfolgen und einer Peridotit-Überschiebung mit dicken ophiolitischen Schichten.[2][3]

## Überblick

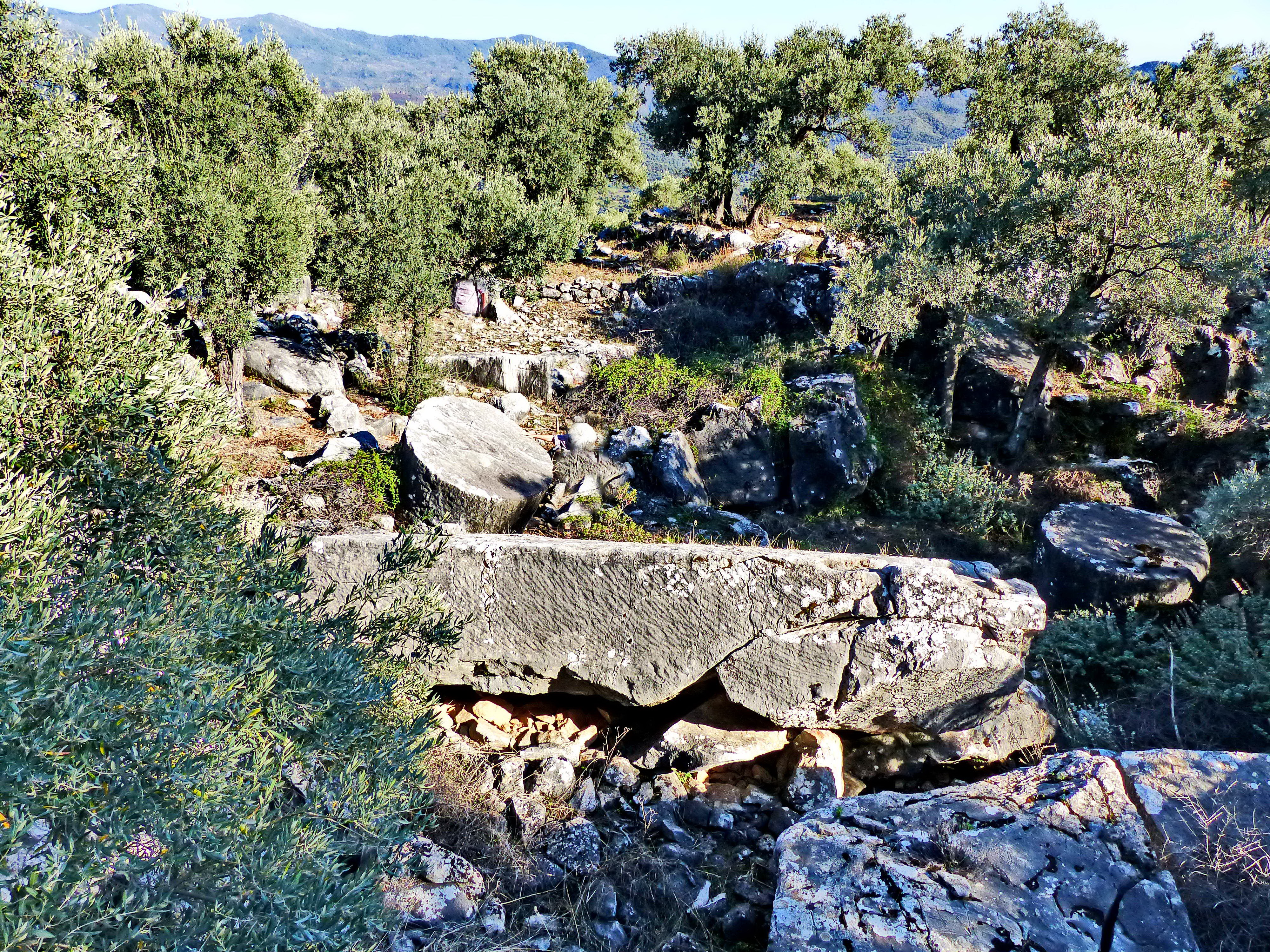
Antiker Marmorsteinbruch am Büyükasar Tepesi bei Pınarcık(Milas, Provinz Muğla) südöstlich des Bafa Gölü.

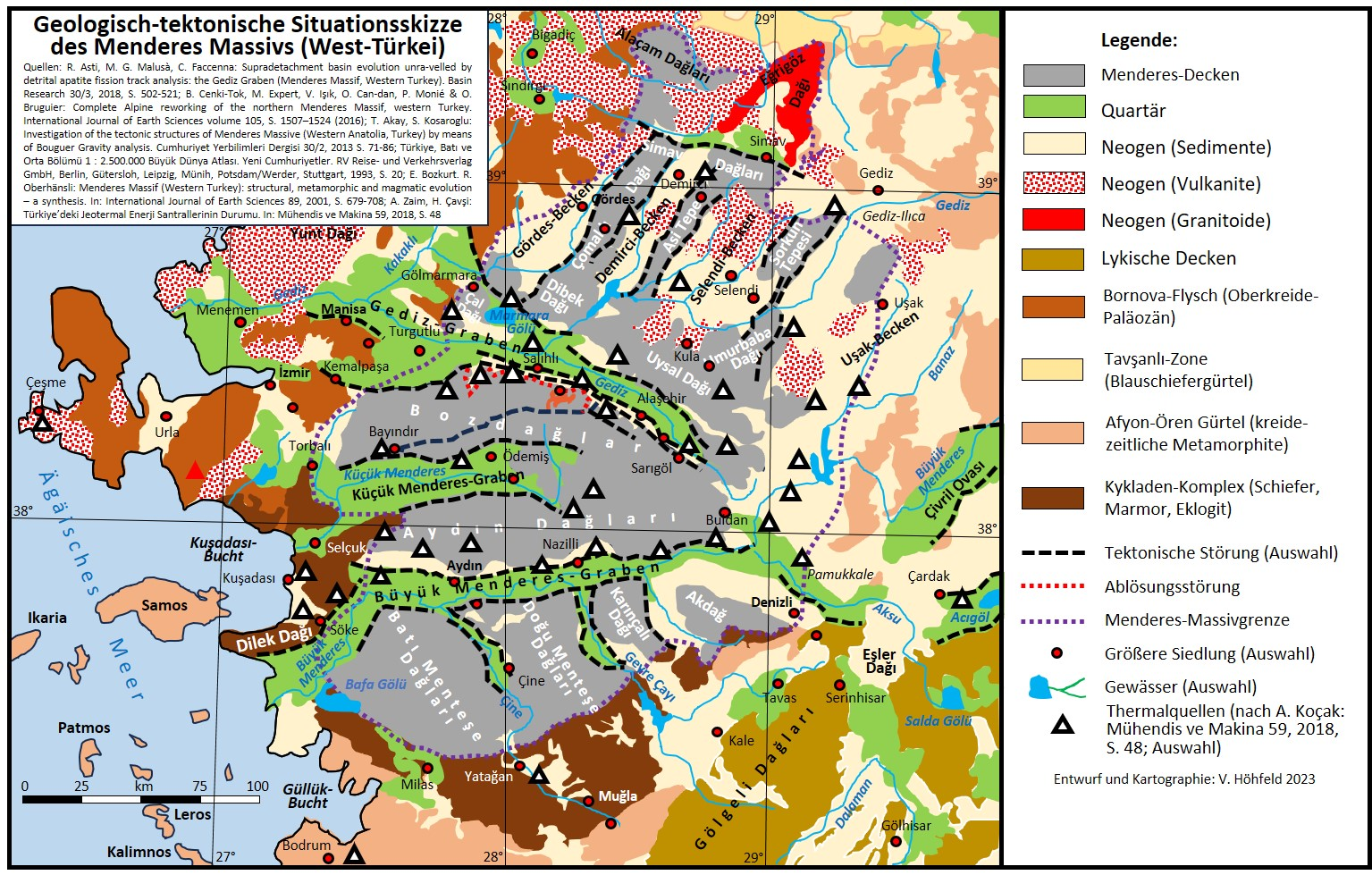
Die Kartenskizze zeigt die generalisierte geologisch-tektonische Situation des kristallinen Menderes Massivs und seiner Grabenbrüche in der mittleren und südlichen türkischen Ägäisregion.

Unter den Landschaften der türkischen Ägäisregion (Ägäische Küsten-Subregion) nimmt das kristalline Menderes-Massiv (einschließlich des Menteşe-Berglandes (Latmos) im Süden) als eines der ältesten Gebirgsmassive Anatoliens eine entwicklungsgenetisch besondere Stellung ein. Neben zahlreichen kleineren gibt es in Anatolien drei größere Kristallin-Massive: das Kirşehir-Massiv in Inneranatolien, das Bitlis-Massiv in Ostanatolien und das westanatolische Menderes-Massiv. Während das Kirşehir-Massiv ganz aus vor-devonischem Altkristallin aufgebaut ist, enthalten Bitlis- und Menderes-Massiv nur altkristalline Kerne mit Hüllen von paläozoisch-altmesozoischen Phylliten und Marmoren. Der am besten geotektonisch-geologisch bekannte Teil des Menderes-Massivs ist im ganzen domförmig gebaut. Der Kern besteht aus grobem Augengneis. Die Hülle setzt sich in ihrem tieferen Teil vorwiegend aus Glimmerschiefern, Phylliten und Metaquarziten (durch Metamorphose aus Quarzsandsteinen entstandene Quarzite) zusammen, in ihren höheren Partien meist aus Marmoren. Kern und Hülle waren wohl ursprünglich durch eine Diskordanz getrennt. Während der Kern (Gneis) ein NNO-Gefügestruktur aufweist, herrscht in den Hüllgesteinen umlaufendes Streichen. Das Substrat des Massivs unterlag verschiedenen Prozessen der Metamorphisierung, und der Grad der Metamorphose nimmt vom Kern nach außen allmählich ab. Ebenso wird das Alter der Metamorphose vom Zentrum gegen die Flanken geringer. Die Augengneise, die den Kern des Menderes-Massivs bilden und in einem kleinen Areal im zentralen Teil des ausgedehnten Gneisdomes aufgeschlossen sind, wurden vermutlich bereits im Ordovizium (Teil des Paläozoikums) metamorphosiert. Die Gneise, Quarzite und Marmore, die den Kern mit Augengneisen schalenförmig in breiten Zonen umhüllen, wurden laut Roland Brinkmann sowohl in den herzynischen/variskischen (vor etwa 400 bis 300 Millionen Jahren vor heute) und in den alpidischen Gebirgsbildungsphasen (etwa ab 145 Millionen Jahre vor heute) metamorphosiert.

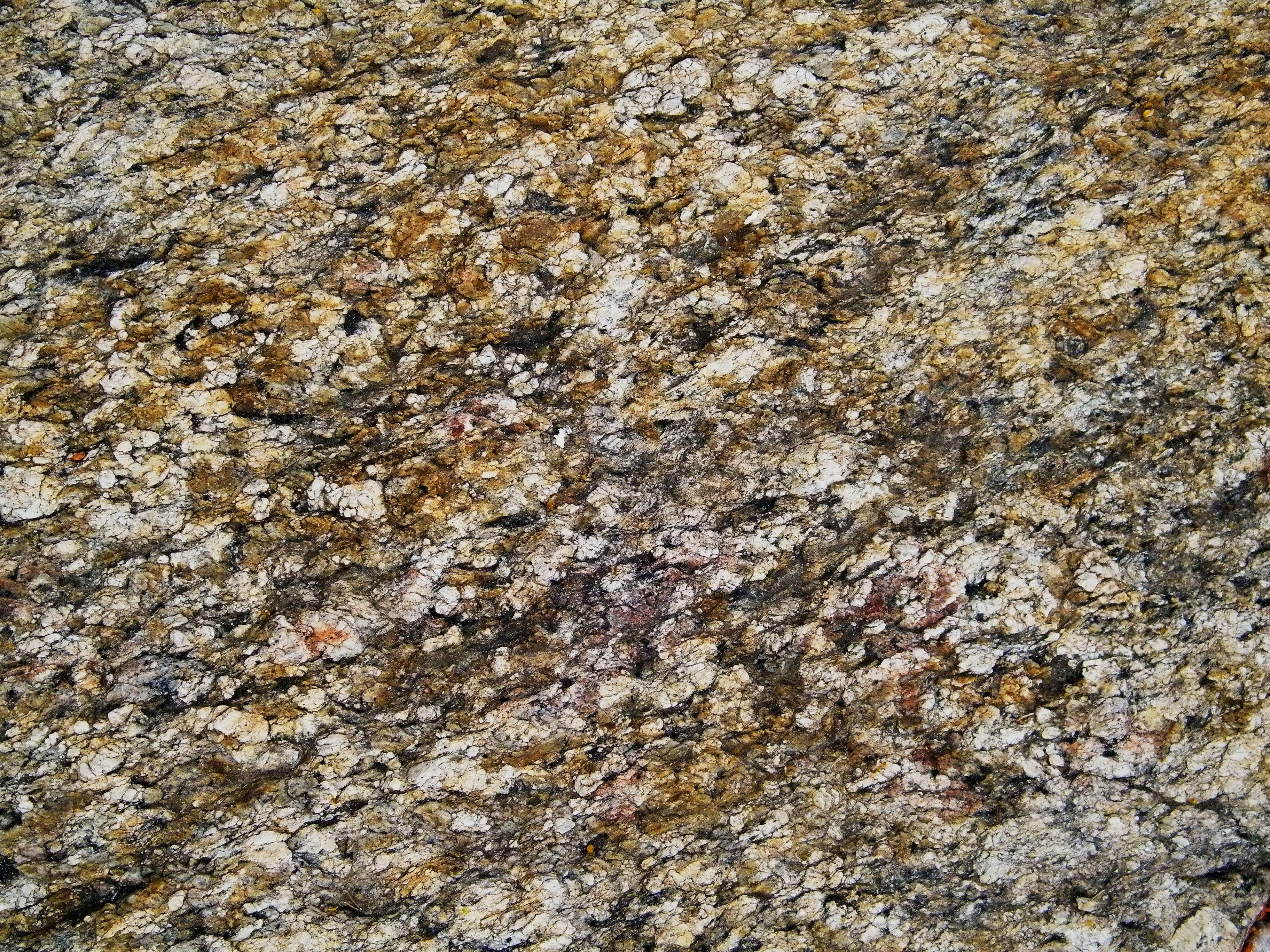
Typischer Augengneis im Latmos-Gebirge (Beşparmak) bei Viranköy (Ören) in der Provinz Muğla (Türkei).

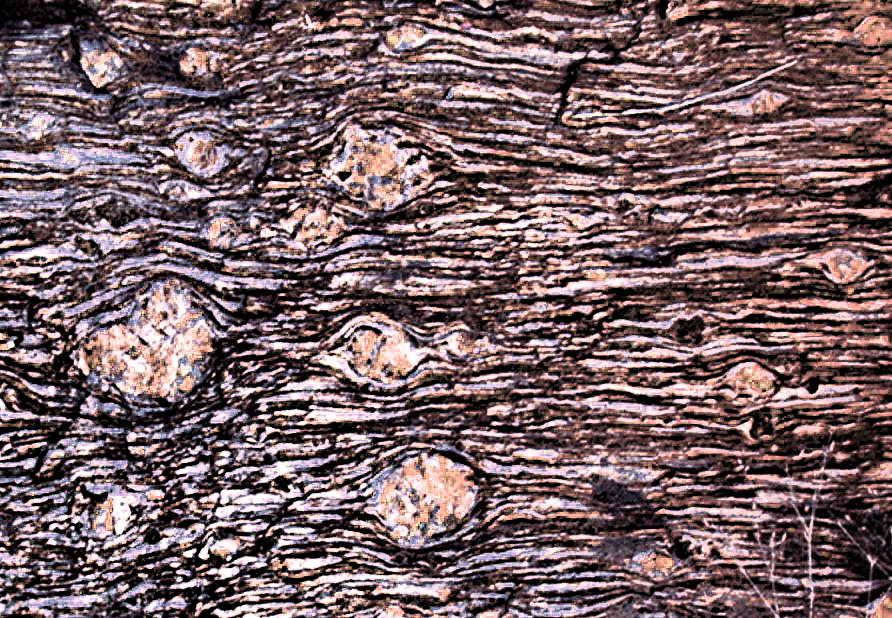
Detail-Ausschnitt eines typischen Augengneises im Latmos-Gebirge (Beşparmak) bei Viranköy (Ören) in der Provinz Muğla (Türkei).

Besonders seit Anfang des Neogens (vor etwa 23 Millionen Jahren) wölbte sich das zentrale Kristallinmassiv in verstärktem Ausmaß domartig aus seiner nicht-metamorphen Gesteinshülle paläozoischen bis tertiären Alters auf, während sich seine nördlichen und südlichen Flanken absenkten. Als ziemlich sicher gilt, dass große Teile des Menderes-Massivs (das zentrale Küçük-Menderes-Massiv mit den Bozdağlar und den Aydın Dağları zwischen dem Gediz-Graben im Norden und dem Tal des Büyük Menderes im Süden) im Laufe ihrer erdgeschichtlichen Entwicklung bis ins mittlere Tertiär (möglicherweise bis zum Beginn des Neogens) zu einer ausgedehnten Fastebene „eingerumpft“ wurden. Dies geschah durch großflächige Abtragung und Einebnung ganzer Landoberflächen (Denudation, Flächenspülung) unter wechselfeucht tropischen bis subtropischen Klimabedingungen mit ergiebigen Starkregen bei geringer Vegetationsdecke und intensiver chemischer Verwitterung. Dabei stieg der größte Teil des Massivs bis auf 1500 m hoch, in kleineren Arealen sogar bis über 2000 m (der Bozdağ bei Ödemiş bzw. Salıhlı: 2159 m; der Karababadağ bei Denizli: 2300 m). Gleichzeitig mit der Hebung kam es zu Einbiegungen und breiten, langgezogenen Einsenkungen, die bis heute tektonisch aktiv sind. İhsan Ketin dagegen war der Meinung, dass sich die Faltung und die Metanorphisierung des Menderes-Massivs insgesamt erst während der alpidischen Orogenese (s. o.) vollzogen hatte. Bereits damals zeigten sich kontrovers diskutierte Forschungsergebnisse, die sich im Laufe der Forschungsgeschichte zum Menderes-Massiv immer wieder ergaben. Offensichtlich allerdings war, dass das alte Kristallinmassiv im Laufe seiner Genese durch drei größere tektonische Gräben in vier große Mittel- bis Hochgebirgsschollen geteilt worden war, die über die tiefen Senkungsgebiete aufragen: durch die 5 – 20 km breiten und bis etwa 150 km langen, in Ost-West-Richtung verlaufenden Senken (von N nach S) des Gediz (Gediz-Alaşehir Graben), Küçük Menderes und Büyük Menderes.

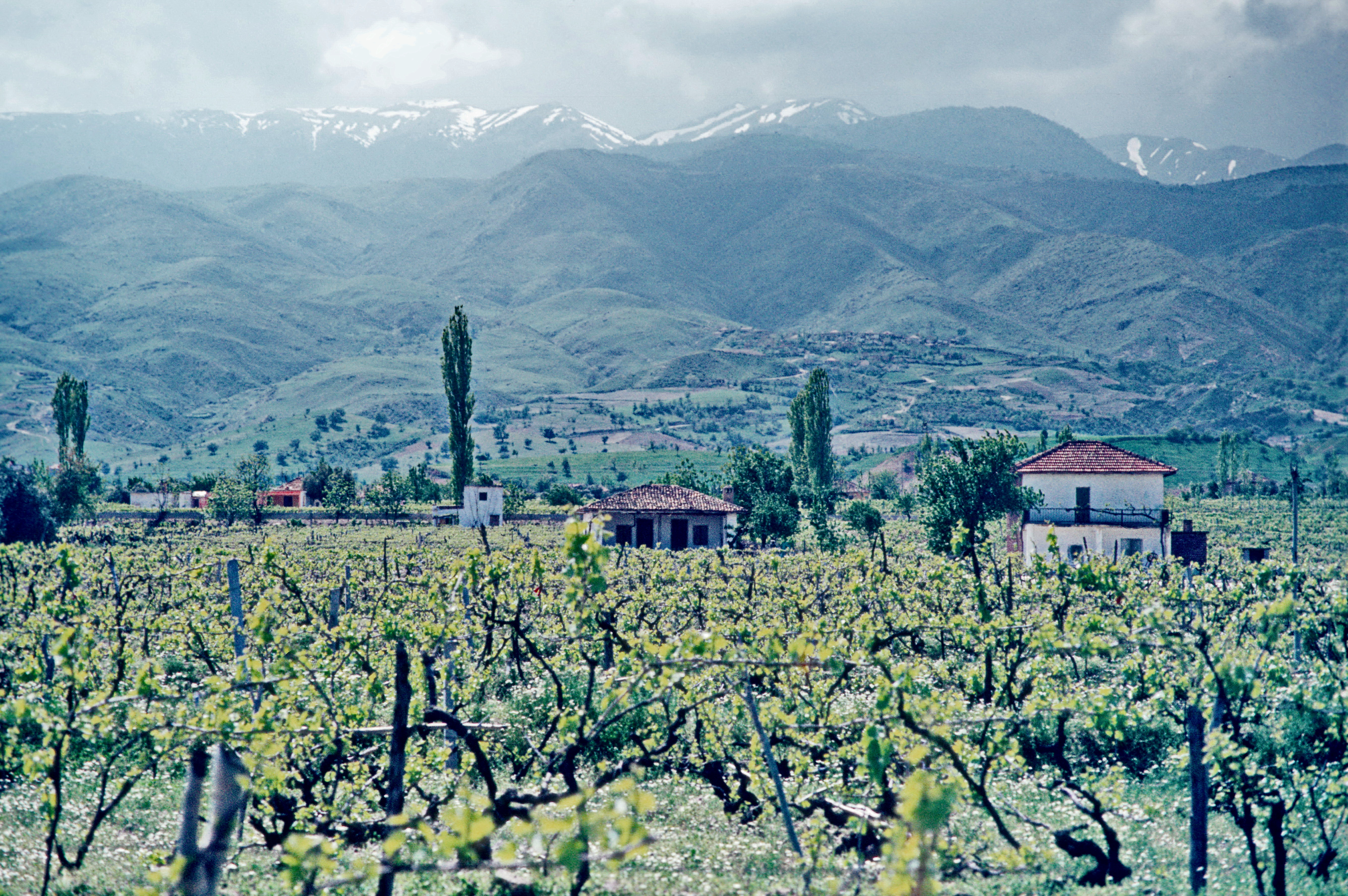
Blick über die fruchtbare Alaşehir Ovası im Gediz-Graben auf die Höhen des 1895 m hohen Gözlübaba Dağı im Bozdağlar-Massiv.

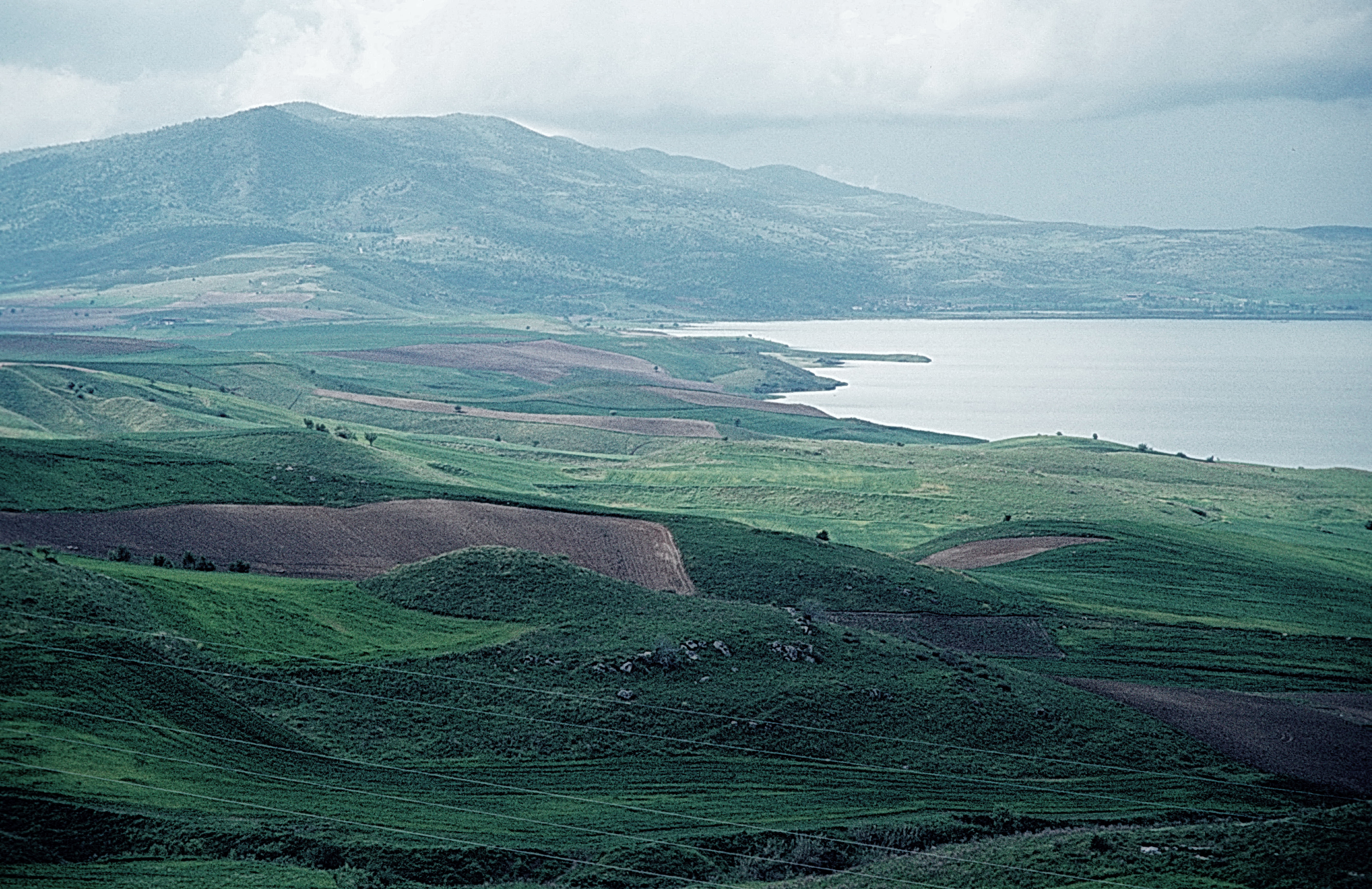
Blick vom Tumulus Kırmutaf Tepe im Bin-Tepe-Hügelland nordwärts auf den Çal Dağı im nördlichen Menderes-Massiv und auf die Westseite des Marmara Gölü nordöstlich von Salıhlı.

Nördliches Menderes-Massiv (Dibek Dağı 1122 m, Umurbaba Dağı 1055 m, Demirci Dağı 1120 m) mit weiteren drei eingeschalteten Nordost-Südwest verlaufenden Senken (Gördes-Becken, Demirci-Becken, Selendi-Becken);
nördliches Zentrales Menderes-Massiv (nördliches Küçük Menderes-Massiv) mit den Bozdağlar (Bozdağ 2159 m) und – von diesem getrennt durch den Küçük Menderes-Graben -

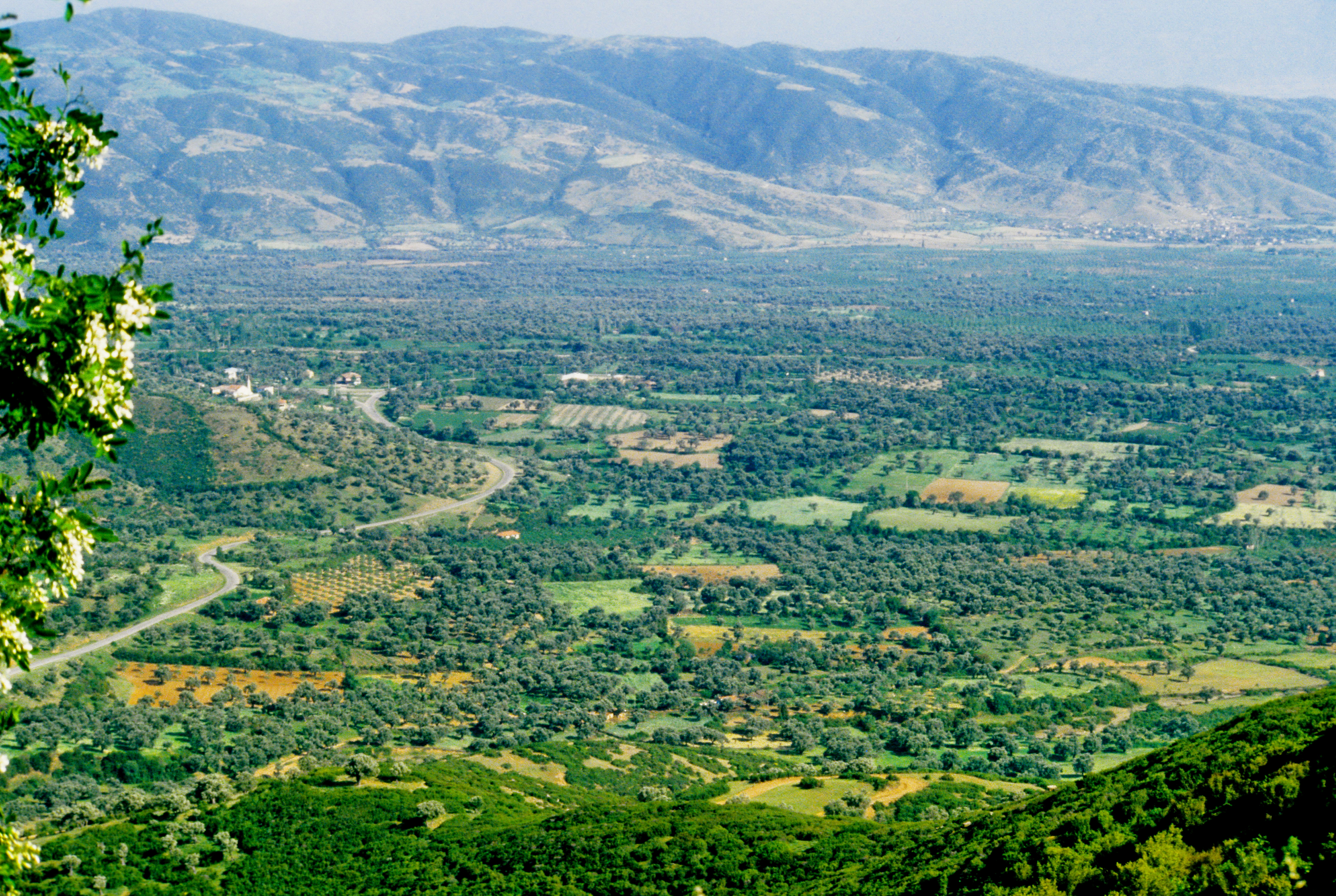
Blick von den Höhen des Bozdağlar-Massivs bei Birgi auf die Aydın Dağları und in die vorgelagerte Senke des Küçük Menderes-Grabens.

südliches Zentrales Menderes-Massiv (südliches Küçük-Menderes-Massiv) mit den Aydın Dağları (Cevizli Dağ 1647 m);

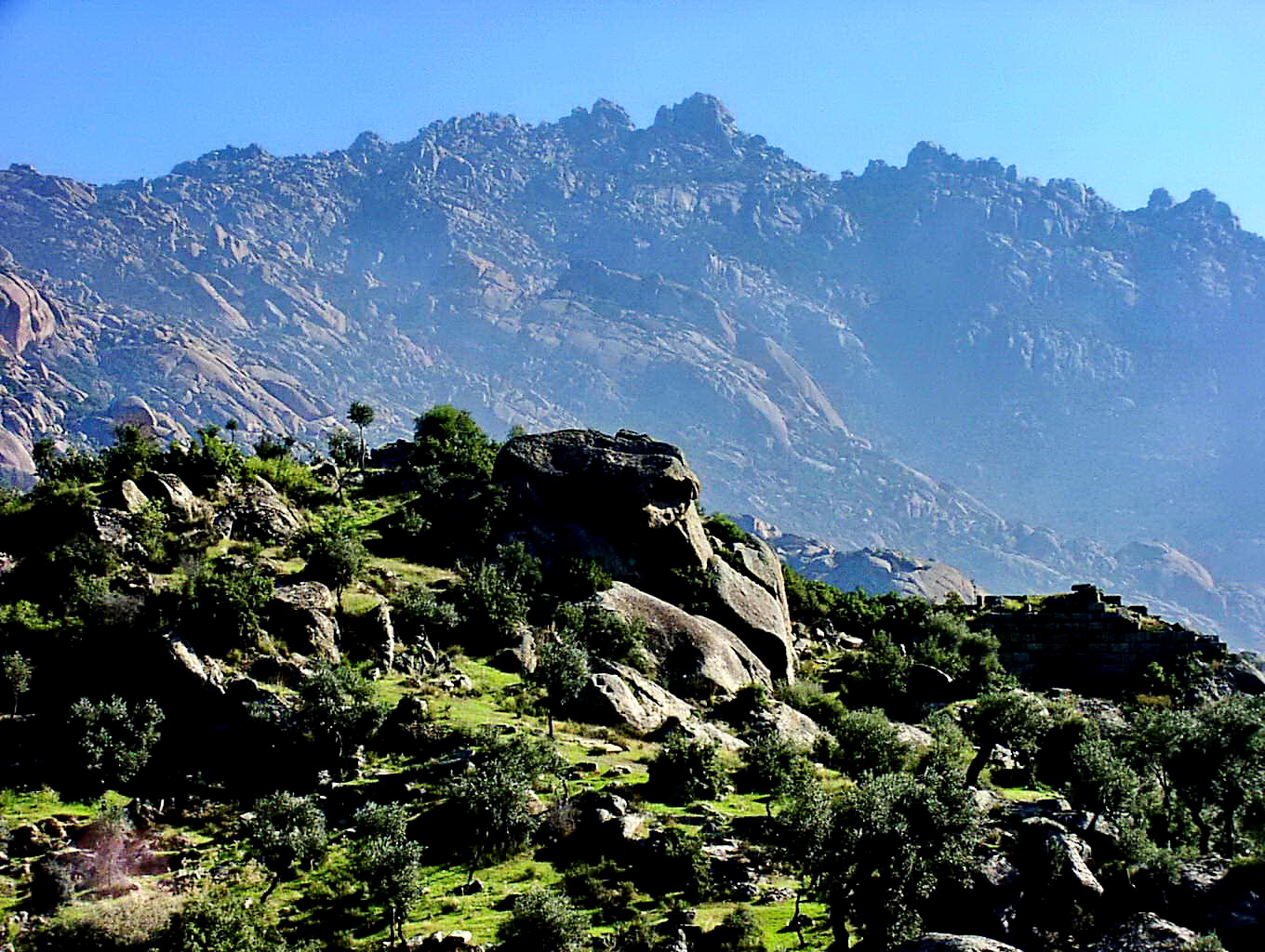
Blick auf das zerklüftete Augengneis-Gebirge des Beşparmak (Latmos-Gebirge der Antike) im südwestlichen Menderes-Massiv.

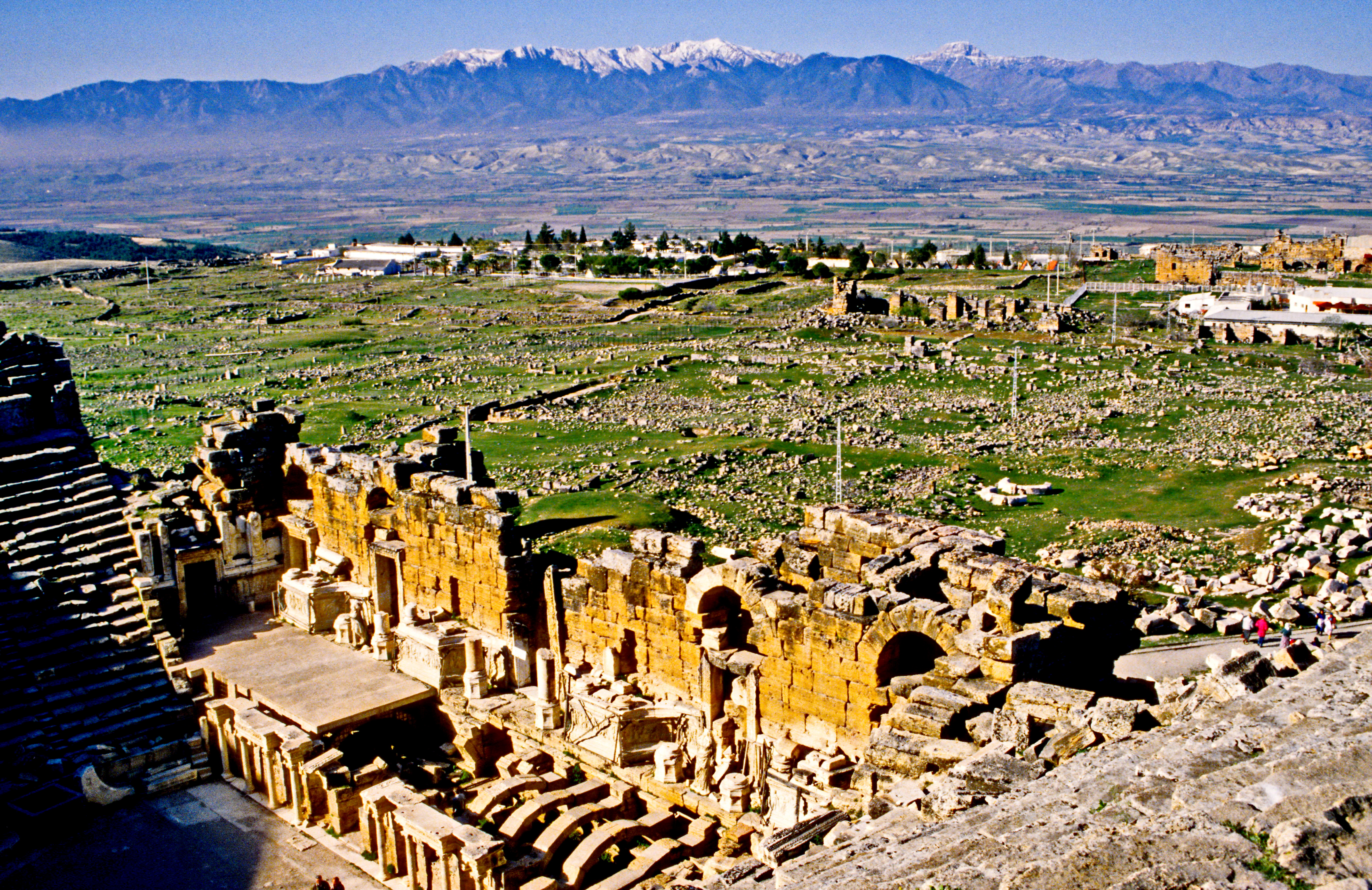
Blick auf die Ruinen von Hierapolis/Pamukkale und über die Denizli Ovası (Teil des Büyük-Menderes-Grabens) auf die Kette des Akdağ im Süden.

Südliches Menderes-Massiv – von West nach Ost jeweils durch Senken getrennt – mit Batı Menteşe Dağları (westliches Menteşe-Bergland, auch Karisches Schiefergebirge: Beşparmak Dağı/Tekerlek Tepe 1340 m nach anderer Lesart 1350 m bzw. 1375 m), Doğu Menteşe Dağları (östliches Menteşe-Bergland: Madrababa Dağı 1792 m; Oyuklu Dağı 1692 m), Karınçalı Dağı (1703 m) und Akdağ (mit 9 über 2000 m hohen Gipfeln: Babadağ 2304 m; Karababa Dağı 2294 m; Sarıbaba Tepesi 2252 m; Beşparmak Tepesi 2226 m; Eyer Tepesi 2120 m; Tokluyatak Tepesi 2106 m; Evran Tepesi 2056; Haç Tepesi 2114 m; Emirtepe 2048 m)

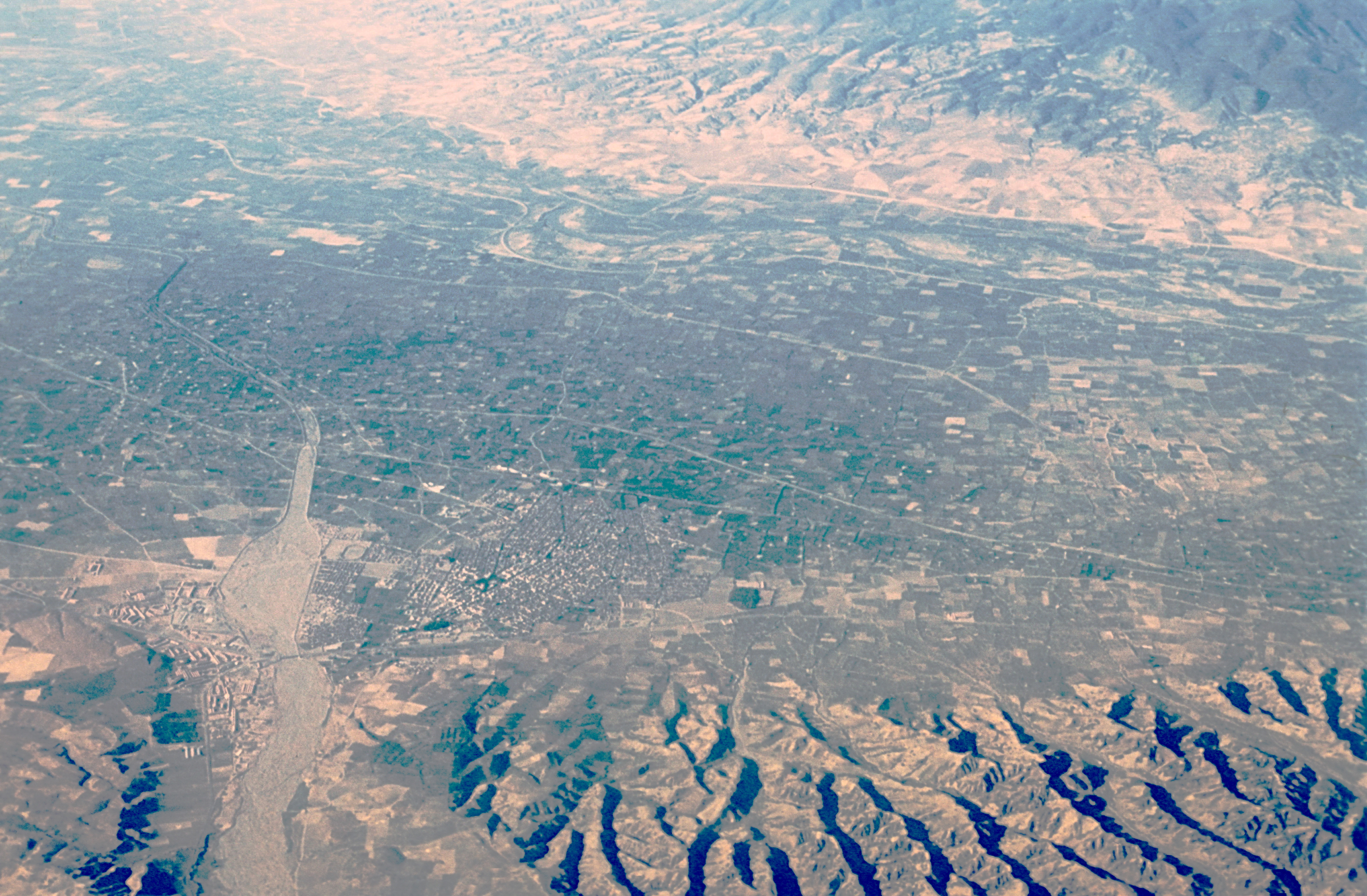
Blick aus dem Flugzeug auf die von Erosionsrinnen zertalten Tmolos-Schutt-Sedimente der nördlichen Ausläufer des Bozdağlar-Massivs im Gediz-Graben bei Turgutlu (Provinz Manisa, Türkei).

Während des Neogens (vor etwa 23–2,6 Millionen Jahren) wurde das Grundgebirge auf Kosten der Rumpfflächen erneut durch flächenhafte Abtragung der Oberfläche stark denudiert. Dabei wurde das vom Grundgebirge abgetragene Material in den sich allmählich bildenden Randsenken abgelagert: im Gediz-Graben im Norden und im Büyük Menderes-Graben im Süden, die damals noch keine Verbindung mit dem Meer besaßen und kleinere Seen und Sümpfe enthielten.
An der Wende vom Miozän zum PIiozän (vor etwa 5 Millionen Jahren) hatten weitere Perioden der Aufwölbung begonnen, so dass die Seen und Sümpfe zum größten Teil verschwanden. Diese instabile Phase wurde noch im Pliozän von einer tektonischen Ruheperiode abgelöst. Erneute Hebungen im Altquartär (vor etwa 2,5 Millionen Jahren) bedingten aber die Erosion alter Flusstäler: Seit den letzten starken Bewegungen der Erdkruste in dem Riß/Würm-Interglazial (Eem-Warmzeit, vor 126-115 Tausend Jahren) war es erneut zu kräftigen Abtragungsprozessen gekommen. Dabei wurden ungeheure aus den Gebirgen abtransportierte Materialmassen an den Talausgängen und den Rändern der langgezogenen, tiefen Grabenbecken des Büyük Menderes, des Küçük Menderes und des Gediz abgelagert: Diese zusammengewachsenen mächtigen Schuttfächer und Schotterflächen werden als Tmolos-Schutt bezeichnet. Während des nachfolgenden Würm-Glazials (115.000 bis 10.000 Jahre vor heute) beschleunigten die Senkungen des Meeresspiegels um bis zu 90 m die Tiefenerosion der Flüsse und die Anzapfungen der mit Tmolos-Schutt gefüllten Gräben. Die Ablagerungen in den Gräben wurden zum Teil ausgeräumt und die Tmolos-Schuttmassen an den Gebirgsfußzonen tiefer zerschnitten. Der nacheiszeitliche Anstieg des Meeresspiegels während der flandrischen Transgression führte zum heutigen morphologischen Bild. Das Agäische Meer drang entlang der Gräben und Täler tief in das Festland ein, so dass diese erneut mit Ablagerungen aufgefüllt wurden. Da der Tmolos-Schutt, der sich als ein schmaler Streifen an den Nord- und Südfüßen der Bozdağlar (Tmolos-Gebirge der Antike) hinzieht, oft aus ungeschichteten Geröll-, Sand- und zusammengeschwemmten Erdmassen besteht, war Alfred Philippson zuvor noch (1918) der Meinung gewesen, dass der Tmolos-Schutt den Ablagerungen des gesamten Neogens entspräche.

## Forschungsgeschichte

### Ältere Forschungen

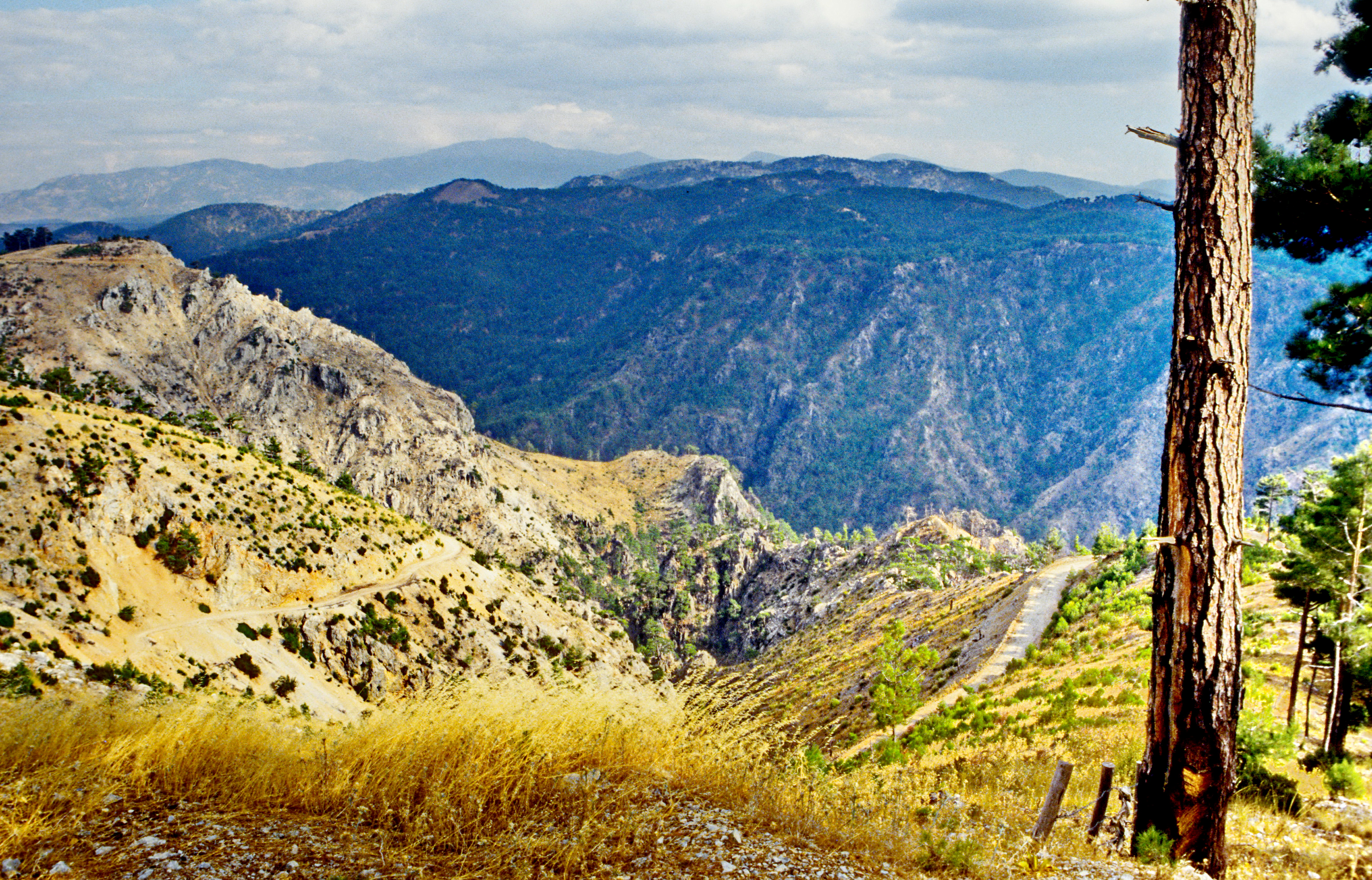
Blick über die Doğu Menteşe Dağları (Westliches Menteşe-Bergland) nordwärts von Yenuşendere bei Muğla (Türkei).

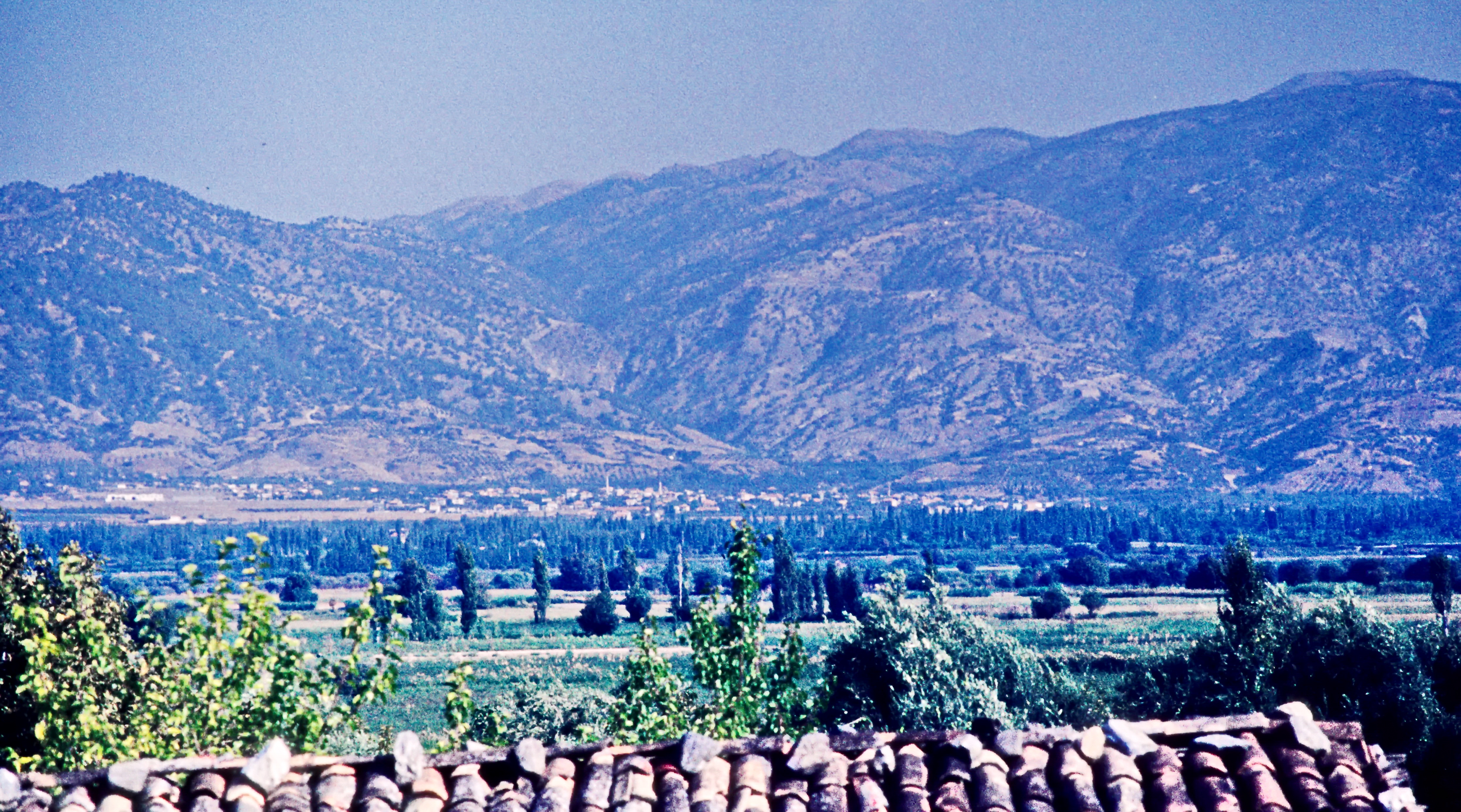
Büyük Menderes Graben mit Aydın Dağları (Kara Dağ) bei Kuyucak, Provinz Aydın (Türkei).

Die ersten historischen Ansprachen der Geologie des Menderes-Massivs stammen von William John Hamilton. Peter de Tchihatcheff, der das Massiv entlang eines N-S-orientierten Abschnitts durchquerte, hat 1867 in einer Karte der Geologie der Ägäisregion die Grenzen des Gebiets in etwa lokalisiert, das heute als Menderes-Massiv bezeichnet wird. Er hat allerdings das Massiv nordwärts bis in den Süden des Marmarameeres ausgedehnt. Er beschrieb es als Massiv aus Gneis, Granulit, Glimmerschiefer, Chloritschiefer, Marmor, Amphiboliten, Kalkschiefer und Tonschiefer. Alfred Philippson veröffentlichte Anfang des 20. Jahrhunderts die erste detaillierte geologische Karte des Massivs und verwendete in seinen Reiseberichten für die Region des Menderes-Massiv den Begriff „Lydisch-Karisches Massiv“. Er vermerkte, dass das Massiv aus kristallinen Gesteinen (Gneise) im Kern bestünde und in den umgebenden westlichen, südlichen Regionen aus metamorphen Schiefern (kristalline Schiefer) und Marmoren. Er betonte, dass die Einbrüche, die die jungen Gräben im Massiv bilden, aus dem späten Pliozän-Quartär stammen könnten.
Die ersten ernsthaften Forschungen im Menderes-Massiv beginnen mit der Gründung der Generaldirektion des MTA-Instituts (MTA Enstitüsü / Maden Tetkik ve Arama Enstitüsü; Institut für Mineralforschung und Exploration) in der Türkei im Jahr 1935. In dessen bis Anfang der 1990er Jahre durchgeführten Studien wurden die Lage des Massivs, seine Grenzen, der Ursprung der Kern- und Decken-Metamorphite und das Alter der Metamorphose im Allgemeinen diskutiert. Meinungsverschiedenheiten zu diesen Themen spiegelten sich in unterschiedlichen geodynamischen Evolutionsmodellen wider. In den letzten 40 Jahren – seit etwa 1992 – wurden nach vielfältigen Studien verschiedener Universitäten und öffentlicher Institutionen, insbesondere der Generaldirektion der MTA geologische Karten des Massivs im Maßstab 1:25.000 erstellt. Zudem wurden verschiedene Altersbestimmungen mit paläontologischen und radiometrischen Methoden vorgenommen und eine geologische Karte im Maßstab 1:500 000 veröffentlicht. Die in dieser Zeit dargestellten Entwicklungsmechanismen, Kernkomplex- und Störungssysteme, ihre Entwicklungsprozesse, ihr Alter und ihre Genauigkeit sind bislang immer noch umstritten.
Die erste Benennung des „Menderes-Massivs“ als solches erfolgt 1940 durch Edouard Paréjas. Necdet Egeran und Hadi Yener verwendeten diese Bezeichnung zum ersten Mal 1944 in den Erläuterungen zu Blättern der geologischen Karte der Türkei im Maßstab 1:1.000.000, wo das Menderes-Massiv auf dem Blatt Izmir als eigenständige tektonische Einheit dargestellt ist. Roelof Dirk Schuiling führte Anfang der 1960er Jahre die erste systematische geologisch-petrographische Untersuchung des Massivs durch. Er entwarf dabei eine litho-stratigraphische Systematik und unterteilte diese bereits in zwei Haupteinheiten: „Kern“ und „Decke“. Er führte damals die Diskrepanz zwischen den beiden Haupteinheiten Kern und Decke auf die kaledonische Orogenese zurück. Gleichzeitig bezeichnete er die Primärgesteine der Kern-Metamorphite als sedimentär und brachte die endgültige Metamorphose und Kuppelstruktur des Massivs mit der herzynischen Orogenese in Zusammenhang. Auch Pierre-Charles de Graciansky stimmte der Ansicht zu, dass das Menderes-Massiv aus Kern- und Deckserien besteht. Er behauptete jedoch, dass die Augengneise im Kern magmatischen Ursprungs seien, und er erkannte 1965 eine Diskordanz zwischen der Basis- und Deckschicht im Menderes-Massiv. Roland Brinkmann erweiterte 1967 die südliche Grenze des Menderes-Massivs bis zum Golf von Gökova und zählte die südlichsten Teile der Region zu den Lykischen Decken. Er ging davon aus, dass die letzte Metamorphose des Menderes-Massivs am Ende des Lias stattgefunden hatte.

### Untersuchungen zwischen 1970 und 1990

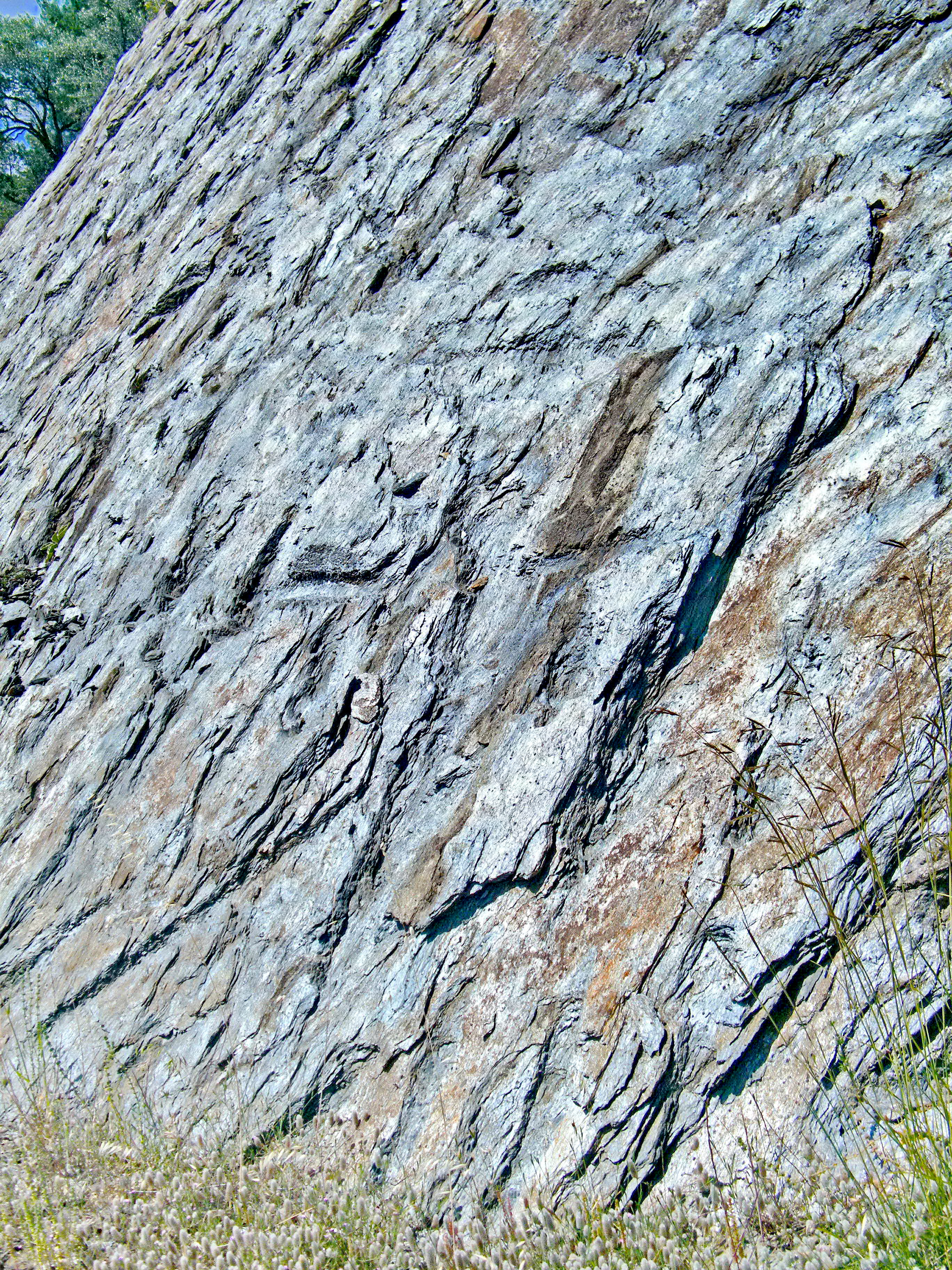
Typischer metamorpher Schiefer im südlichen Menderes-Massiv (Besparmak/Latmos-Gebirge) bei Kargıcak (Milas/Muğla) im südwestlichen Menteşe-Bergland (Batı Menteşe Dağları).

Anfang der 1970er Jahre gewannen die Forschungen zum Menderes-Massiv an Intensität. Sie brachten erste Erkenntnisse durch Erol Izdar zur Unterscheidung metamorpher Zonen und Mineralfazies im mittleren Teil des Massivs (unter anderem in den westlichen Teilen der Bozdağlar). Der Geologe İzdar, Gründungsdirektor des Instituts für Meereswissenschaften und -technologie der Dokuz Eylül Üniversitesi in İzmir, hatte erkannt, dass die Augengneise des Massiv-Kerns magmatischen Ursprungs und präkambrischen Alters sind. Stefan Herrmann Dürr entdeckte 1975 die ersten Rudistenfossilien im Milas-Marmor, der sich entlang der südlichen Grenze des Menderes-Massivs erstreckt. Basierend auf dem Fossilgehalt bestimmte er das Alter der tafelartigen Marmore des Menderes-Massivs als Oberkreide und die darüber liegende Einheit der pelagischen Marmore (Kızılağaç-Einheit) als Frühpaläozän. Außerdem lokalisierte er die dortige Grenze des Menderes-Massivs und der lykischen Decken lithologisch zwischen der Kızılağaç-Formation (metamorphisierter roter pelagischer Kalkstein) und Kurin-Formation (untere Lykische Decken-Einheit/Obere Trias). Ein Jahr später veröffentlichte O. Özcan Dora eine geologische Karte im Maßstab 1: 500.000 des gesamten Menderes-Massivs und teilte es in die vier Teilmassive Eğrigöz (Eğrigöz Dağı nördlich Simav), Gördes, Ödemiş und Çine ein. Er konstatierte, dass die Kerne in allen Teilmassiven eine präkambrische Metamorphose und die Decken eine Metamorphose nach dem Lias durchlaufen hatten. Nach weiteren drei Jahren fand Muzaffer M. Evirgen (1979) heraus, dass in den Bozdağlar offenbar eine regionale Metamorphose unter einem Druck von 3,5–6,5 kbar (Kilobar) und bei einer Temperatur von 400–700 °C stattgefunden hatte. Feldbeobachtungen seit den 1980er Jahren manifestierten die Unterteilung der metamorphen Gesteine des Menderes-Massivs endgültig in eine „Kern“- und eine „Deck“-Sequenz Necat Kun und O. Özcan Dora lokalisierten 1984 Leptite (präkambrischer Gneis, Meta-Vulkanit) zwischen der Kern- und Deckreihe und interpretierten diese Meta-Vulkanite als siliziumreiche Vulkanite der panafrikanischen Orogenese (Faltungsphase im oberen Proterozoikum). Sie gingen davon aus, dass sich der Kern aus hochgradig metamorphem Gestein während der panafrikanischen Orogenese des späten Proterozoikums (Kambrium-Ordovizium) gebildet hatte, während die Abdeckung paläozoischen Schiefer und mesozoisch-känozoischen Marmor enthält, der während der Alpinen Orogenese eine regionale Metamorphose erfuhr.

### Jüngere Forschungen bis zum frühen 21. Jahrhundert
O. Özcan Dora, Necat Kun und Osman Candan kombinierten die bis 1990 gesammelten Erkenntnisse über das Menderes-Massiv mit ihren eigenen Ansichten und erstellen eine Studie, die die geologische Geschichte des Massivs zusammenfasste. Anhand der oben genannten Leptite stellten sie mit schematischen Abbildungen die Entwicklung des Massivs vom Präkambrium bis zur Gegenwart dar. In mancherlei Hinsicht änderte sich danach die Sichtweise der Forschung. Burhan Erdoğan und Talip Güngör betonten, ganz anders als die früheren Forscher, dass das Alter der Granitoide, die als Primärgesteine der im Menderes-Massiv angereicherten Gneise angesehen wurden, möglicherweise in die Oberkreide einzuordnen seien. Diese neue Sicht auf Gneise im Menderes-Massiv wurde später von Erdin Bozkurt und R. Graham Park übernommen. Sie interpretierten das Massiv als „Kernkomplex“ und argumentierten, dass die sauren Urgesteine der Augengneise während der „Menderes-Hauptmetamorphose“, also im Oberen Eozän, syntektonisch (gleichzeitig) intrudiert wurden. Entsprechende Studien zu Fragen der Exhumierung (Aufsteigen, Freilegung) des Menderes-Massivs wurden zunehmend bis in die Gegenwart fortgesetzt. Bereits 1992 war die Deckenstruktur im Menderes-Massiv von Osman Candan und Mitarbeitern in den Aydın Dağları dokumentiert worden, wo der Augengneis auf verschiedenen Einheiten der Decken aus Leptiten und Schiefern auftritt. Zwei Jahre später wurden weitere verschiedene Deckenstrukturen in vielen Regionen des Menderes-Massiv festgestellt. Zudem entdeckten nach 1994 Osman Candan, Kollegen und Mitarbeiter Eklogit- und Granulitreste im „panafrikanischen“ Grundgebirge des Menderes-Massivs, was zu weiteren Überlegungen und Forschungen führte. 1998 erarbeiteten Osman Candan und O. Özcan Dora eine „Generalisierte geologische Karte des Menderes-Massivs“ im Maßstab 1:750.000, die allerdings nicht veröffentlicht wurde. Nach nur vier Jahren wurden überarbeitete Kartenblätter des Menderes-Massivs im Maßstab 1:500.000 herausgegeben, die hauptsächlich auf der Grundlage von Daten aus Projekten der MTA (Maden Tetkik ve Arama Genel Müdürlüğü; Generaldirektion für Mineralforschung und -exploration) erstellt worden waren.
Durch türkische Forscher und zwei Gruppen der Universität Mainz wurde auch das Strukturpaket des Massivs konkretisiert. Dabei wurden Kartierungen von Scherflächen durchgeführt, die sich aufgrund von Kompressions- und Expansionstektonik entwickelt hatten, sowie die Bestimmung der Bewegungsrichtung und die Definition von „Kernkomplex“-Strukturen im Detail für Teile des Massivs erarbeitet. Die Ergebnisse offenbarten die Entwicklung des zentralen Menderes-Massivs als einen Deckenkomplex, der 1,0 Ga (Ga = Jahrmilliarde) an geologischer Geschichte aufzeichnete. Bereits nach 1995 waren in der Arbeitsgruppe der Dokuz Eylül Universität İzmir Zweifel am vulkanischen Ursprung der Leptite aufgekommen. Detaillierte Untersuchungen und radiometrische Altersdatierungen zeigten, dass es sich bei den als Leptite bezeichneten Gesteinen des panafrikanischen Grundgebirges um Paragneise handelte, die aus der Metamorphose von mit Tonstein eingelagerten Sedimenten entstanden waren. Die Ursprungs-Gesteine der Paragneise waren wahrscheinlich klastische Ablagerungen, die aus einer kratonischen kristallinen Quellregion stammten. Bereits seit den Untersuchungen von Satır und Friedrichsen (1986) hatten sich die Datierungen der magmatischen und metamorphen Entwicklung des Menderes-Massivs anhand geochronologischer Daten beschleunigt (s. u.). In verschiedenen Teilen des Massivs war später festgestellt worden, dass die dortigen Augengneise der panafrikanischen Orogenese zuzuordnen sind und die leukokratischen Metagranite (Gesteine mit mehr als 90 % felsischen Mineralien), die die paläozoischen Sequenzen durchschneiden, aus der unteren Trias stammen.
2001 versuchte Aral İ. Okay, die aus dem Eozän stammenden Strukturen im Menderes-Massiv aus einer ganz anderen Perspektive zu erklären: als große, schräge Falte, die nach Süden abfällt. Die Veröffentlichung präsentierte ein neues Denkmodell. Die polymetamorphe Entwicklung (mehrfache Metamorphose) des Massivkerns hing demnach mit einem Schub der lykischen Decken nach Süden und der alpinen (Eozän-)Metamorphose zusammen, die sich sowohl auf den Kern als auch auf die panafrikanische Decke auswirkt. Das wurde damals von einer großen Zahl der Forscher weitgehend akzeptiert.

## Moderne Forschungs- und Erkenntnislage
Über viele Jahrzehnte hinweg war für das Menderes-Massiv eine einfache Kuppelstruktur mit einem präkambrischen Kern angenommen worden, der von einem paläozoisch-frühtertiären Überschiebungsdecken-Komplex umgeben ist. Neuere Studien haben gezeigt, dass die Struktur des Menderes-Massivs viel komplizierter ist als bisher angenommen und von ausgedehnter Überlappung (Imbrikation, Dachziegellagerung) und Scherung mit der Entwicklung enormer kataklastischer Zonen, asymmetrischer Falten und steiler wie sanfter Kompressions- und Dehnungsscherzonen dominiert wird. Die komplexe innere Struktur ist Ergebnis einer „ungleichachsigen“, mehrphasigen Verformungsgeschichte und wiederholter Metamorphosen. Seit dem späten 20. Jahrhundert sorgten Veränderung der Arbeitsmethoden und Anwendung moderner Forschungspraktiken unter Einsatz geochemischer und geophysikalischer Verfahren – vor allem zur radiometrischen Altersbestimmung – dafür, dass Teile der geowissenschaftlichen Forschung zu Struktur und Genese des Menderes-Massiv vom Gelände an den Schreibtisch und ins Labor wanderten. Seit 1986, seit den Isotopenstudien von Muharrem Satır und Hans Friedrichsen (s. o.), hat die Zahl der radiometrischen Datierung von Metamorphosen des Menderes-Massivs und seiner magmatischen Gesteine, die überwiegend im Kern vorkommen, zugenommen und manche entsprechenden offenen Fragen zu klären vermocht. Die Zuordnung der Augengneise des Menderes-Massivs in das panafrikanische Zeitalter (Oberes Proterozoikum) und die der leukokratischen Orthogneise (magmatische Gesteine mit einer relativ hellen Farbtönung und mehr als 90 % felsischen Mineralien), die die paläozoische Deckschichtreihe schneiden, in die untere Trias, wurden durch mehrere Studien bestätigt. Gegenwärtig wird die mehrfache und mehrphasige metamorphe Entwicklung der Kernserie der panafrikanischen Orogenese zugeschrieben, und die alpine (eozäne) Metamorphose, die sowohl Kern- als auch Deckschichten des Massivs betraf, wurde zunächst von der großen Mehrheit der Forscher auf den tektonischen Transport (Schub) der lykischen Decken nach Süden zurückgeführt. Man hatte noch Anfang der 1980er Jahre vermutet, dass die Menderes-Hauptmetamorphose und die damit verbundenen Verformungen das Ergebnis der Verschüttung des Menderes-Massivs unter den nach Süden vordringenden lykischen Decken waren, als der Sakarya-Kontinent (Sakarya-Zone: Teile des rezenten Pontischen Gebirges) im Norden und der Anatoliden-Tauriden-Block im Süden über die Neotethys hinweg kollidierten. (Anatoliden-Tauriden: Die südliche Türkei bildet geologisch die Anatoliden-Tauriden. Während der Alpidischen Orogenese in der späten Kreide und im Paläozän war dieses Gebiet viel stärker von Verformung und metamorpher Überprägung betroffen als andere Teile der Türkei.)
Spätere Strukturanalysen des Deckengefüges zeigten jedoch im südlichen und zentralen Massiv eine Scherrichtung nach N-NNO, was auf eine N-gerichtete Überschiebung schließen ließ. Die Deformation wird daher inzwischen als eine Nordwärts-Verschiebung und eine daraus resultierende innere Verschachtelung der „Kern-“ und „Deck“-Gesteine des Menderes-Massivs in der Tiefe gesehen. Eine Südwärts-Schiebung der Lykischen Decken fand demnach nur in den obersten Krustenebenen statt. Seit Anfang des 21. Jahrhunderts gilt als weitgehend gesichert, dass das Menderes-Massiv eine äußerst komplexe Deckenstapelstruktur aufweist, die durch spätalpine Kontraktionsverformung noch verändert wurde. Die lithostratigraphische Abfolge dieses Kristallin-Komplexes ist demnach in zwei Haupteinheiten unterteilt:
1. Präkambrisches Grundgebirge einer panafrikanischen Basis (als Kernserie). Das panafrikanische Grundgebirge des Menderes-Massivs besteht aus einer spätproterozoischen metaklastischen Sequenz von Paragneis und hochgradigen Glimmerschiefern, baulich verbunden mit posttektonischen panafrikanischen Orthogneisen, die in sie eingedrungen sind, sowie aus Metagabbros (metamorphisierte Gabbros), die sich teilweise in Eklogite verwandelt haben. Diese hochgradigen Metaklastiken (metamorphisierte klastische Gesteine), die eine umfangreiche Migmatisierung (Schmelze) durchlaufen haben, in der sich anatektische (partiell geschmolzene) Granite entwickelt haben, werden von präkambrischen Gabbros und Granitoiden der syn-post-panafrikanischen Orogenese durchdrungen, die aus einem kratonischen Quellgebiet mit heterogenem (uneinheitlichem) Charakter stammen. Deren Ablagerungszeitraum wurde auf der Grundlage des jüngsten darin enthaltenen klastischen Zirkons und des Intrusionsalters der Granite auf eine Zeitspanne von vor 550–610 Millionen Jahren als spätes Proterozoikum (Ediacarium) bestimmt.
2. Darüber liegen Deckschichten mit einer Mächtigkeit von bis zu acht Kilometern diskordant über dem Grundgebirge. Sie sind altersmäßig in zwei Einheiten unterteilt: zum einen im Paläozoikum gebildet und zum anderen im Mesozoikum-Frühtertiär.[72] Gesteine des Paläozoikums, die zur Decken-Serie gehören, bestehen aus Phyllit, Quarzit und schwarzem Marmor des Perms und werden von Trias-Metagraniten (metamorphisierte Granite) durchbrochen. Die Deckeneinheiten aus dem Mesozoikum zeichnen sich aus durch dicke, plattformartige Marmore der Trias und der Oberkreide. Rote pelagische (uferferne See) Marmore und die darüber liegende Flysch-Blockreihe bilden die obersten Einheiten der Deckschicht.[61]

Die primäre Kontaktbeziehung zwischen Kern- und Deckeneinheiten hatte demnach den Charakter einer großen regionalen Diskordanz. Beide Formationen, sowohl die Grund-, als auch Deckenreihe, wurden durch eine alpine Kontraktionsdeformation und eine regionale Metamorphose im Tertiär beeinflusst/verändert. Geologische und geochronologische Daten weisen auf drei saure magmatischen Aktivitäten in drei verschiedenen Zeitaltern hin:
1. oberes Proterozoikum bis zum Kambrium (panafrikanisch, datiert auf 550–570 Millionen Jahre vor heute),
2. Trias (Mitteltrias, datiert auf 227–246 Millionen Jahre vor heute) und
3. Miozän (Tertär). Das Alter wird als Burdigalium angegeben: vor 19,5+1 Millionen Jahren[76] bzw. vor 16,3+0,3 Millionen Jahren[77] für das südliche Massiv und mit vor 21 ± 0,4 Millionen Jahren[78] für das nördliche Massiv. (Burdigalium: zweite Stufe des Miozäns, etwa von vor 20,44 bis 15,97 Millionen Jahren.) Andere sprechen von spätoligozän-frühmiozänem vor 20–29 Millionen Jahren (Eğrigöz-Granit).[79] Das Eindringen dieser Granitoide wird syntektonisch zur (gleichzeitig mit der) Exhumierung des Massivs gesehen.[2]

## Das Menderes-Massiv als Geothermalprovinz

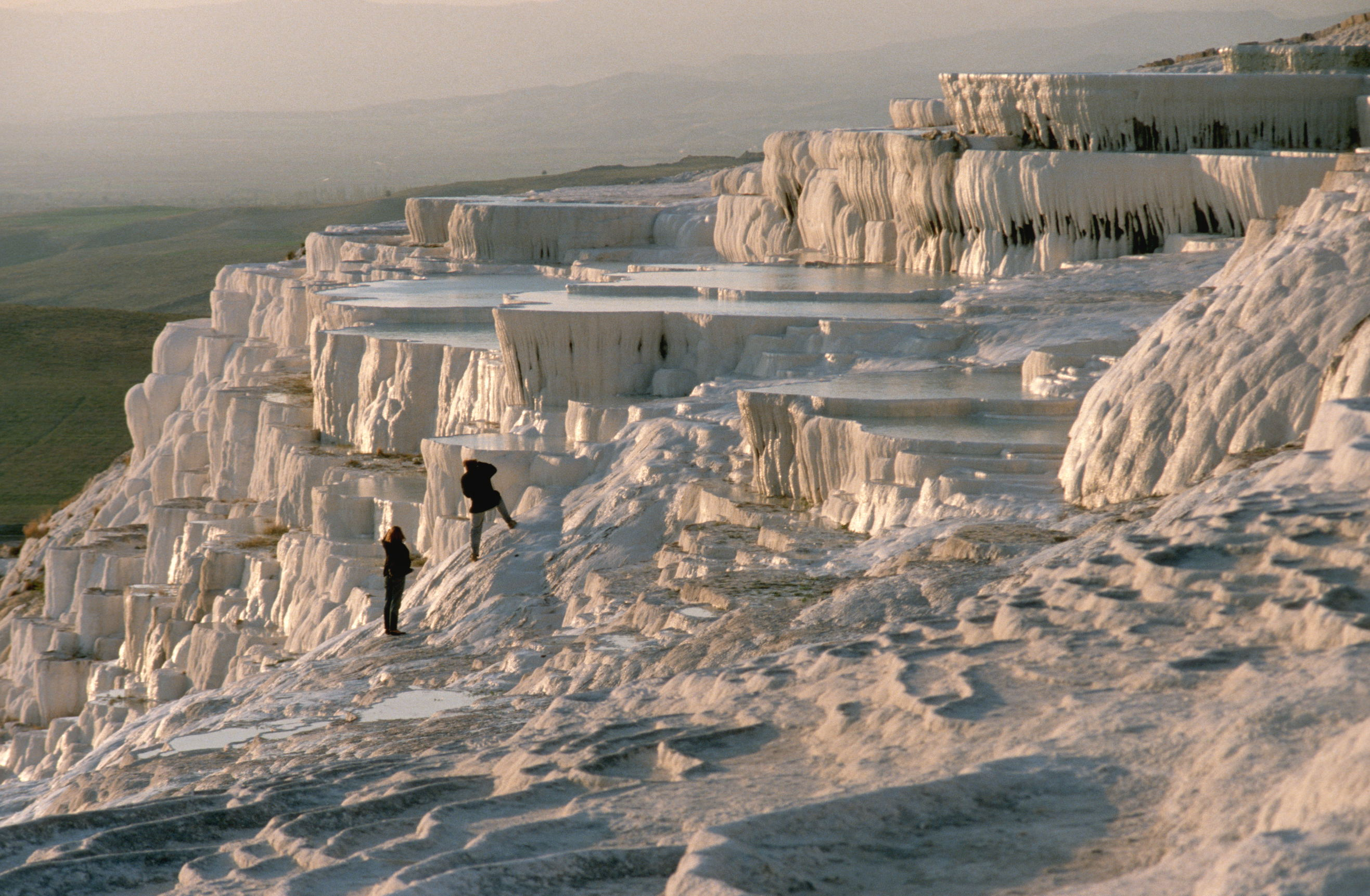
Das Foto zeigt die eindrucksvollen Kalksinterterrassen von Pamukkale in der Türkei, Favorit aller touristisch vermarkteten Thermalquellen des Landes am Südostrand der Büyük Menderes-Grabens nördlich von Denizli.

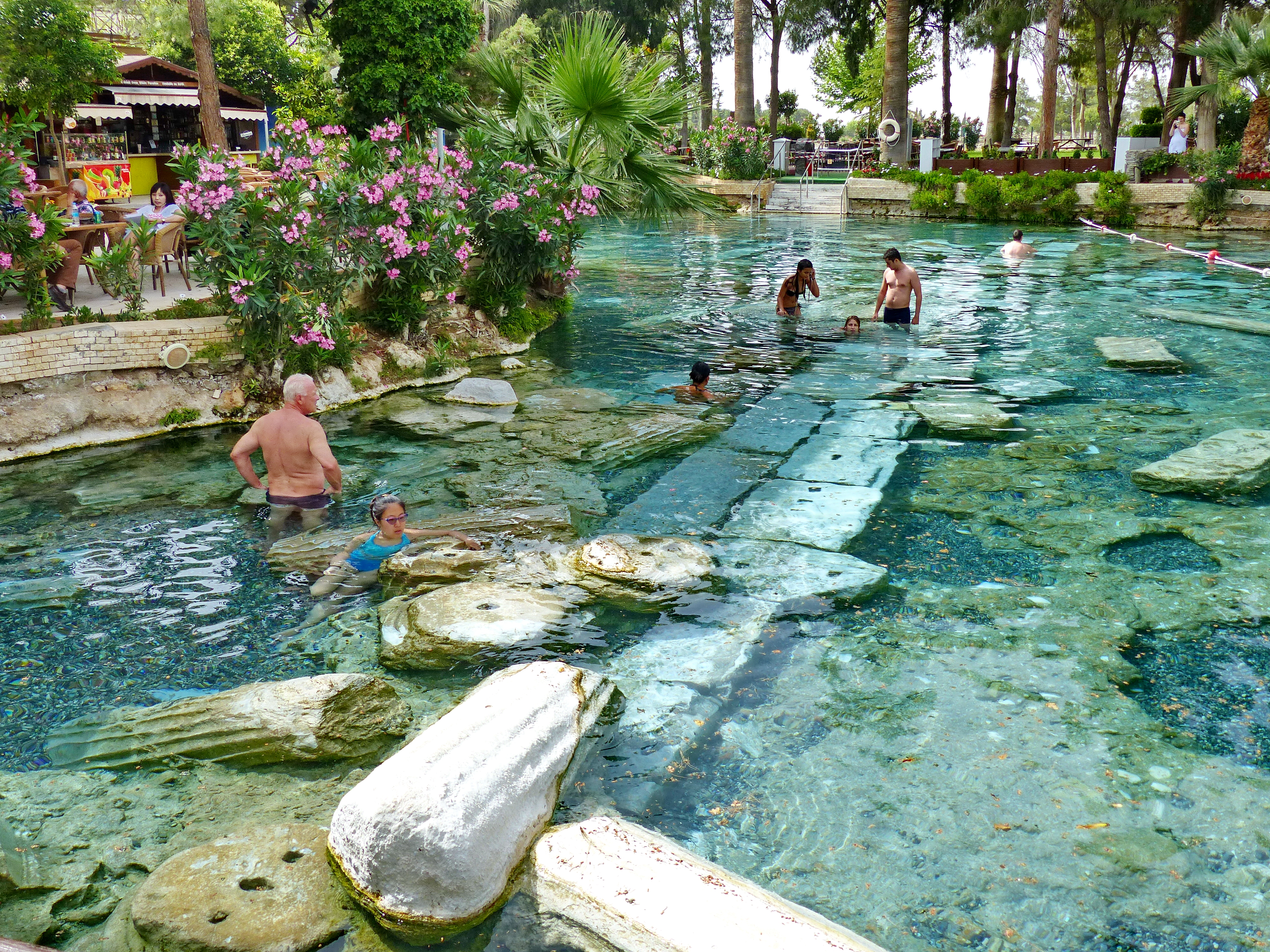
Die Badeanlagen der bereits in der Antike bekannten Thermalquellen von Pamukkale in der Westtürkei bei Denizli inmitten der antiken Ruinen von Hierapolis dienen heute – neben Auslands-Touristen – in erster Linie einheimischen Besuchern der gehobenen Mittelklasse als beliebtes Ausflugsziel.

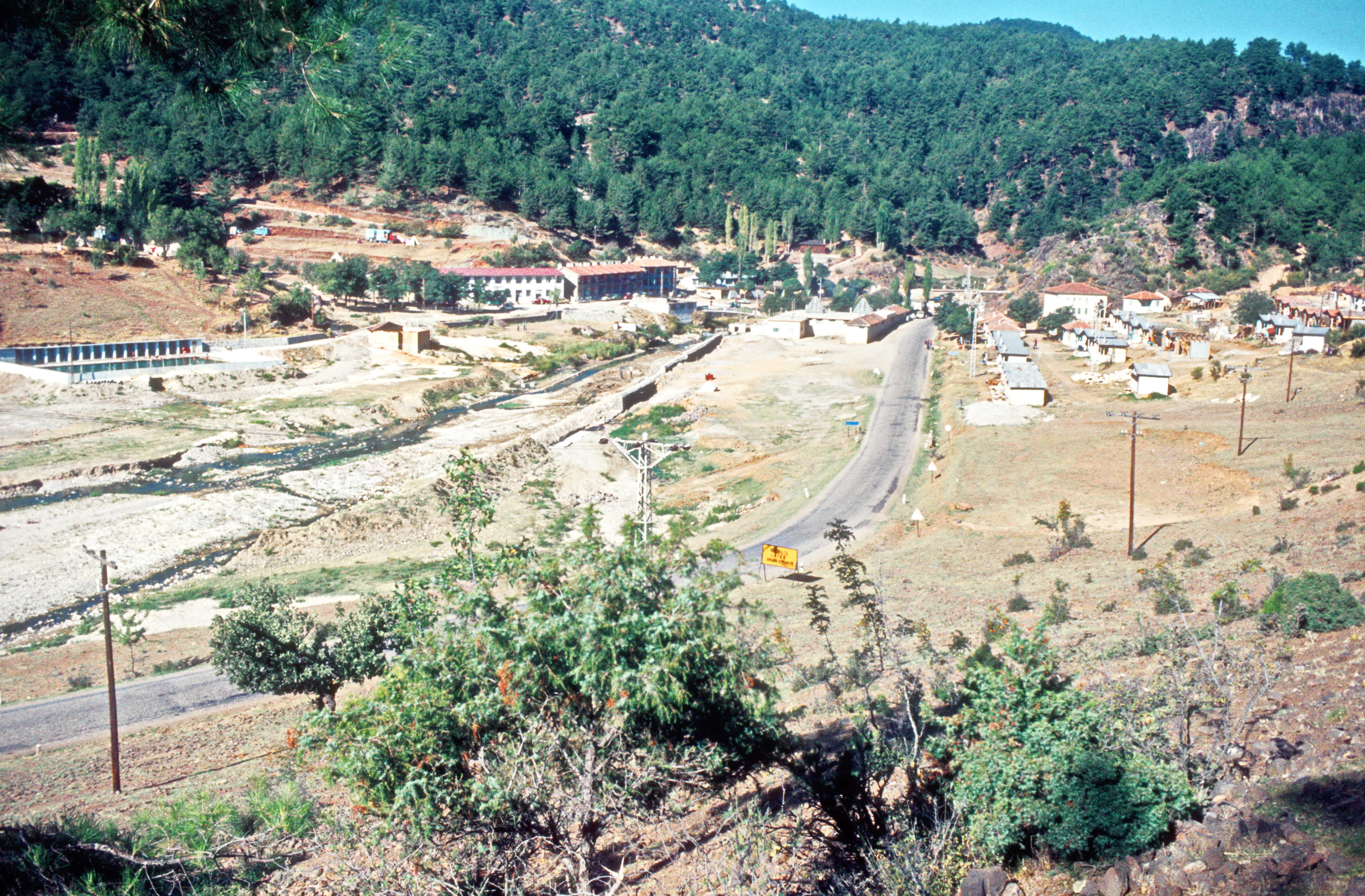
Der Thermal-Badeort Gediz-Ilıca in der türkischen Provinz Kütahya am Nordostrand des Menderes-Massivs südöstlich von Simav war Mitte der 1980er Jahre noch weitgehend im Aufbau, diente aber damals bereits der einfacheren einheimischen Bevölkerung des näheren und weiteren Umlandes als Heilbad und wurde 1987 mit Beschluss des Ministerrats zum Thermaltourismuszentrum erklärt.

Die Türkei ist aufgrund ihrer jungen Tektonik überaus reich an Mineral- und Thermalquellen. Nach Schätzungen des türkischen Tourismusministeriums gibt es davon mindestens etwa 400 Stellen im Land. Viele von ihnen waren bereits in der Vergangenheit recht gut bekannt, genutzt und schon lange vor Eindringen der Turkmenen nach Anatolien zu Mineral- und Thermalbädern ausgebaut. Bereits Hethiter und Phryger machten sie sich nutzbar und später im großen Stil Griechen, Römer und Byzantiner. Wohl am eindrucksvollsten für Europäer sind in dieser Beziehung wegen ihrer Kalksinter/Travertin-Terrassen und antiken Ruinen die touristisch vermarkteten heißen Quellen von Pamukkale (Hierapolis). Bereits im zweiten Jahrhundert entstanden hier am Ostrand des Menderes-Massivs Thermalbäder über dem Tal des Aksu (Lykos der Antike) bei Denizli an der Nordostflanke des Büyük-Menderes-Grabens. Vor diesem Hintergrund und wegen der komplexen geotektonischen Vergangenheit war die Region des Menderes-Massivs in den Blickwinkel des vom türkischen MTA-Institut (Maden Tetkik ve Arama Enstitüsü / Institut für Mineralforschung und Exploration) und den Vereinten Nationen geförderten Projekts „Geothermie-Untersuchung Westanatoliens“ getreten. In der Türkei werden seit 1962 von der MTA-Generaldirektion Forschungsstudien zur Geothermie durchgeführt. Bis heute wurden dadurch 170 Geothermiefelder mit Temperaturen über 35–40 °C aufgedeckt. Die meisten dieser Gebiete liegen in Westanatolien. Das geothermische Wärmepotenzial der Türkei wird auf 31.500 MWt (Megawatt thermisch) geschätzt. Bis Ende 2000 wurden laut von MTA durchgeführten 304 Geothermiebohrungen 2046 MWt als wahrscheinliches Heizpotenzial ermittelt. Berücksichtigt man zusätzlich zu dieser Zahl natürliche Warmwasserquellen in der Türkei, deren Potenzial alleine schon 600 MWt beträgt, erreicht die gesamte scheinbare geothermische Energiemenge dort 2646 MWt. Ein Großteil der MTA-Explorationen konzentrierte sich auf mögliche Geothermiegebiete in und um die „Geothermieprovinz Menderes-Massiv“.
Die geothermische Provinz des Menderes-Massivs besteht im Wesentlichen aus den mehr oder weniger metamorphen Teilen des Massivs selbst und den eingeschachtelten Grabenkomplexen. Diese Region zeichnet sich durch besonders hohe Wärmeflüsse in den tektonischen Gräben von Büyük und Küçük Menderes sowie des Gediz Nehri aus. Dazu trat ein ausgeprägter Ring teilweise sehr junger Quecksilber-Mineralisierungen an der Nordflanke des Büyük-Menderes-Grabenkomplexes, auf beiden Seiten des Küçük-Menderes und an der Südflanke der Gediz- bzw. Salihli-Alaşehir-Grabenteile auf. Dort bilden – neben Pamukkale – die Thermalwässer von Kızıldere, Bayındır und Salıhlı in den Riftzonen hervorragende Beispiele.
- Das thermische Feld von Kızıldere im Süden besteht aus paläozoischen metamorphen Gesteinen, wie Gneisen, Glimmerschiefern, Quarziten und Marmoren, der İğdecik-Formation (metamorphe Gesteine des Menderes-Massivs) sowie aus spätmiozänen bis quartären Sedimenten der stratigraphischen Formationen Kızılburun, Sazak, Kolonkaya und Tosunlar.
- Das Thermalfeld von Bayındır liegt im zentralen Massiv im nördlichen Teil der Riftzone des Küçük Menderes. Quarzite mit einer Mächtigkeit von etwa 50–100 m und mit einem gut entwickelten Bruchnetz sind dort für die Zirkulation des Thermalwassers von entscheidender Bedeutung. Undurchlässige Glimmerschiefer spielen eine wichtige Rolle bei der Bildung eines Thermalwasserreservoirs in Quarziten und 10 bis 200 m mächtigen Marmoren.
- Die Thermalfelder von Kurşunlu und Çamurlu im Norden in der Riftzone des Gediz bei Salihli bestehen aus metamorphen Gesteinen des Perm/Karbon, miozänen bis pliozänen Sedimentgesteinen und quartärem Alluvium.[84]

In diesen aktiven Thermalfeldern findet der Grundwasserfluss von stromaufwärts gelegenen Teilen der Wassereinzugsgebiete in Horsten hin zu tiefer gelegenen Stellen rund um Riftzonen statt. Das (später) hydrothermale Wasser im Einzugsgebiet versickert an Störungszonen und erreicht über durchlässige klastische Sedimente eine Magmakammer in einer wahrscheinlichen Tiefe von bis zu 5 km. Dabei werden diese Flüssigkeiten durch magmatische Schmelzen erhitzt und steigen aufgrund ihrer geringeren Dichte als hydrothermales Wasser nach oben. Zusammen mit flüchtigen Bestandteilen aus dem Magma, wie CO2 (Kohlendioxid), SO2 (Schwefeldioxid), HCl (Salzsäure), H2S (Schwefelwasserstoff), HB (Borwasserstoff), HF (Fluorwasserstoff) und He (Helium), erreichen sie ein geothermisches Wasserreservoir. Von dort steigt das geothermische Wasser in den tektonischen Schwächezonen der kontinentalen Riftzonen des Menderes-Massivs in Form von heißen Quellen, Gasen und Dämpfen auf, die sich durch hohe bis mittlere CO2-, H2S – und NaCl-Gehalte auszeichnen. In Tiefenbereichen unterhalb von 550 m sieden entsprechende Flüssigkeiten durch Druckabfall bei 50 bis 100 bar Druck, einer Temperatur von 200 bis 220 °C und einem pH-Wert von weniger als 5,0. Dabei werden CO2- und H2S -reiche Dämpfe aus Thermalwässern abgespalten, was nach Kondensation und Oberflächen-Oxidation häufig zur Bildung sulfatreicher Wässer führt.